# فرانكو باريزي
فرانكو باريزي (Franco Baresi) (ترافالياتو بمقاطعة بريشا، 8 مايو 1960) لاعب كرة قدم إيطالي سابق، ومدرب كرة قدم سابق، ويعتبر من اللاعبين القلائل الذين لعبوا لنادي واحد طوال مسيرتهم الكروية.
يعتبر باريزي من أعظم المدافعين في العالم عبر التاريخ، وأفضل من شغل مركز الليبرو في الكرة العالمية، ولم يلعب باريزي لنادي غير نادي إيه سي ميلان العريق، وقد لعب معهم 531 مباراة وسجل فيها 16 هدف، وقد اعتزل كرة القدم في عام 1996، وهو في عمر 36 سنه، وقد أحرز مع إيه سي ميلان سته ألقاب للدوري الإيطالي، وثلاثة مرات دوري أبطال أوروبا، ولم يحصل أحد على رقم 6 في نادي إيه سي ميلان من بعد أن اعتزل كرة القدم تكريما له. ودوليا، لعب فرانكو باريزي مع منتخب إيطاليا لكرة القدم 81 مباراة دولية، وسجل فيها هدف واحد، وقد كان أحد اللاعبين الذي لعبوا في كأس العالم 1982 في إسبانيا والتي فاز فيها منتخب إيطاليا لكرة القدم، ولكنه لم يشترك في هذه البطولة.
لم يشترك في كأس العالم 1986 بسبب مشاكل مع المدرب، ولكنه شارك في كأس العالم 1990، عندما حصل منتخب إيطاليا لكرة القدم على المركز الثالث، وشارك في كأس العالم 1994 وحصل منتخب إيطاليا لكرة القدم على المركز الثاني بعد خسارته امام منتخب البرازيل لكرة القدم في نهائي كأس العالم بركلات الترجيح.

## مسيرته الكروية
لعب فرانكو باريزي خلال مسيرته الاحترافية مع نادِ واحدٍ في عشرين موسماً وسجل خلالها 16 هدفًا ضمن 531 مباراة. ولم يفز بأي موسم بالكأس وفاز في ستة مواسم بالدوري.
خاض فرانكو باريزي مسيرته مع نادي إيه سي ميلان في موسم 1977–78 ليلعب معه عشرون موسمًا، مشاركًا في 531 مباراة سجل خلالها 16 هدفًا.

## روابط خارجية
- فرانكو باريزي على موقع الاتحاد الدولي (مؤرشف)  (الإنجليزية)
- فرانكو باريزي على موقع الاتحاد الأوربي (الإنجليزية)
- فرانكو باريزي على موقع قاعدة بيانات كرة القدم.إي يو (الإنجليزية)
- فرانكو باريزي على موقع ناشيونال فوتبول تيمز (الإنجليزية)
- فرانكو باريزي على موقع عالم كرة القدم.نت (الإنجليزية)
- فرانكو باريزي على موقع اللجنة الأولمبية الدولية (الإنجليزية)
- فرانكو باريزي على موقع أوليمبيديا (الإنجليزية)